# Île Southampton
Pour les articles homonymes, voir Salliq.
L'île Southampton est une île située dans le passage du Nord-Ouest. Ses rives méridionales et occidentales bordent la baie d'Hudson. L'île fait partie du territoire du Nunavut et de l'archipel Arctique. Elle est appelée Salliq par les Inuits.
Sa superficie est de 41 214 km2, quasiment équivalente à la taille de la Suisse. C'est la 34e île plus grande du monde et la 9e île canadienne. Le seul habitat de l'île est Coral Harbour, 712 habitants  (recensement 2001), appelé en Inuit Salliq.
Les deux sanctuaires ornithologiques, East Bay Bird Sanctuary et Harry Gibbons Bird Sanctuary, situés sur l'île sont des sites importants de reproduction pour l'oie des neiges (Anser caerulescens caerulescens).
Historiquement, l'île Southampton est connue pour son ancienne population, désormais éteinte, les  Sadlermiuts, qui étaient les derniers représentants du Tuniit, la culture de Dorset.  Le  Tuniit est une pré-culture inuite, officiellement ethniquement et culturellement éteinte quand, en 1902, une épidémie occidentale balaya les Sallirmiut en quelques semaines.

## Galerie

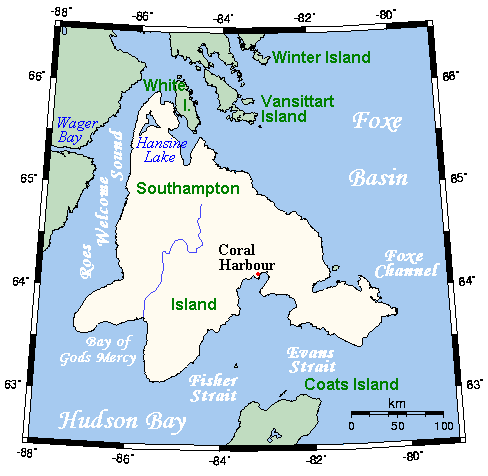
carte détaillée de l'île Southampton
carte de la baie d'Hudson et environs